# José Paravicini
José Paravicini (Sucre, Bolivia; 1853 - Sucre, Bolivia; 1936) fue un abogado, periodista, diplomático, explorador y parlamentario boliviano que ocupó los altos cargos de ministro de Hacienda e Industria desde el 11 de marzo de 1922 hasta el 10 de marzo de 1923 y ministro de Gobierno y Justicia desde el 20 de febrero de 1925 hasta el 3 de septiembre de 1925, ambos durante el gobierno del presidente Bautista Saavedra Mallea. Así mismo, Paravicini es también conocido en la Historia de Bolivia por ser el fundador de Puerto Alonso el 3 de enero de 1899 (actualmente denominado como Porto Acre)

## Biografía
José Paravicini nació el año 1853 en la ciudad de Sucre en el Departamento de Chuquisaca. En 1870 ingresó a estudiar la carrera de derecho en la Universidad San Francisco Xavier de Chuquisaca, graduándose como abogado de profesión el año 1874. Incursionó en el periodismo siendo redactor de los periódicos: "El Eco de la Juventud", "Los Debates", "La Industria", y "La Capital" en la ciudad de Sucre, así como también fue redactor en los periódicos "La Tarde" de la ciudad de Oruro y "El Chorolque" de Tupiza.
En 1883, Paravicini ocuparía el cargo de secretario del directorio del Banco Nacional de Bolivia (BNB), luego se desempeñaría como abogado de dicha institución y posteriormente como jefe de emisión.
Tiempo después, ingresó a trabajar como redactor en la Cámara de Diputados de Bolivia de donde luego pasó a ser oficial mayor del Ministerio de Hacienda y finalmente ocupó el cargo de inspector general de bancos. En 1894, ingresa al parlamento como ministro plenipotenciario.

### Fundación de Puerto Alonso (1899)
A finales de 1898, el Presidente de Bolivia Severo Fernández Alonso decide enviar una delegación boliviana al territorio del Acre, encabezada por el abogado chuquisaqueño José Paravicini, la cual dicha delegación tenía la misión de establecer una aduana en aquel lugar para sentar soberanía del estado boliviano. Una vez ya en el Acre, Paravicini fundó Puerto Alonso (actualmente denominado como Porto Acre) el 3 de enero de 1899.
En el año 1921, la Cámara de Senadores de Bolivia decidió mediante una resolución camaral, condecorar al ciudadano José Paravicini con un medalla de oro por sus acciones en el Acre al haber fundado Puerto Alonso el 3 de enero de 1899 con el objetivo de tratar de sentar soberanía en aquel lejano lugar del país que pasó a pertenecer al Brasil.

### Ministro de estado

#### Ministro de Hacienda e Industria (1922-1923)
Después de transcurridos más de dos largas décadas desde el comienzo del conflicto del Acre, el presidente republicano Bautista Saavedra Mallea decide conferir a Paravicini el alto cargo de ministro de Hacienda y Justicia el 11 de marzo de 1922, donde permanecería por un lapso de tiempo de un año hasta el 10 de marzo de 1923.

#### Ministro de Gobierno y Justicia (1925)
Posteriormente, Paravicini vuelve nuevamente al gabinete ministerial el 20 de febrero de 1925 pero esta vez con el cargo de ministro de Gobierno y Justicia hasta el 3 de septiembre de 1925. Durante el gobierno de Felipe Segundo Guzmán, fue nombrado embajador plenipotenciario de Bolivia en Italia.
José Paravicini falleció en la ciudad de Sucre el año 1936 a los 83 años de edad.